# Keith Prentice
Keith Prentice (Dayton, 21 febbraio 1940 – Kettering, 27 settembre 1992) è stato un attore statunitense.

## Biografia
Appare nella soap opera gotica Dark Shadows nel ruolo di Morgan Collins, durante gli ultimi mesi del programma, nel 1971.
Apparve inoltre nella commedia teatrale The Boys in the Band, adattata sul grande schermo con il titolo Festa per il compleanno del caro amico Harold, diretta da William Friedkin nel 1970.
Morì di cancro, complicato dall'AIDS.

## Filmografia
- Festa per il compleanno del caro amico Harold (The Boys in the Band), regia di William Friedkin (1970)
- Dark Shadows - serie TV, 40 episodi (1971)
- Libero di crepare (The Legend of Nigger Charley), regia di Martin Goldman (1972)
- Cruising, regia di William Friedkin (1980)